# Mélanie Suchet
Melanie Suchet (ur. 1 września 1976 w Moûtiers) – francuska narciarka alpejska, mistrzyni świata juniorek.

## Kariera
Specjalizowała się w konkurencjach szybkościowych. Po raz pierwszy na arenie międzynarodowej pojawiła się w 1993 roku, startując na mistrzostwach świata juniorów w Montecampione. Zajęła tam piętnaste miejsce w kombinacji i szesnaste w supergigancie. Ponadto podczas rozgrywanych rok później mistrzostw świata juniorów w Lake Placid wywalczyła złoty medal w zjeździe.
W zawodach Pucharu Świata zadebiutowała 4 grudnia 1993 roku w Tignes, zajmując dziesiąte miejsce w zjeździe. Tym samym już w swoim debiucie wywalczyła pierwsze pucharowe punkty. Na podium zawodów PŚ po raz pierwszy stanęła 29 stycznia 1994 roku w Garmisch-Partenkirchen, kończąc zjazd na drugiej pozycji. W zawodach tych rozdzieliła Włoszkę Isolde Kostner i Michelle Ruthven z Kanady. Łącznie siedem razy stawała na podium, odnosząc jedno zwycięstwo: 23 stycznia 1998 roku w Cortina d’Ampezzo wygrała supergiganta. Najlepsze wyniki osiągnęła w sezonie 1997/1998, kiedy to w klasyfikacji generalnej zajęła trzynaste miejsce, a w klasyfikacji zjazdu była czwarta.
Podczas mistrzostw świata w Vail/Beaver Creek w 1999 roku zajęła szóste miejsce w zjeździe i szesnaste w supergigancie. Zajęła też 14. miejsce w zjeździe i 26. miejsce w supergigancie na mistrzostwach świata w Sankt Moritz w 2003 roku. W 1994 roku wystartowała na igrzyskach olimpijskich w Lillehammer była odpowiednio szósta i dwudziesta. Cztery lata później, podczas igrzysk olimpijskich w Nagano, była czwarta w zjeździe, przegrywając walkę o podium ze swoją rodaczką, Florence Masnadą o 0,11 sekundy. Na tej samej imprezie była też ósma w supergigancie. Brała również udział w igrzyskach w Salt Lake City w 2002 roku, zajmując dziesiąte miejsce w supergigancie i piętnaste w zjeździe.
Zdobyła cztery tytuły mistrzyni Francji – w latach 2002–2004 była najlepsza w zjeździe, a 2003 roku także w supergigancie. W grudniu 2004 roku podjęła decyzję o zakończeniu kariery sportowej, krótko po odniesieniu ciężkiej kontuzji w zawodach Pucharu Świata w Lake Louise.

## Osiągnięcia

### Igrzyska olimpijskie
| Miejsce | Dzień     | Rok  | Miejscowość    | Konkurencja | Czas biegu | Strata | Zwyciężczyni       |
| ------- | --------- | ---- | -------------- | ----------- | ---------- | ------ | ------------------ |
| 20.     | 15 lutego | 1994 | Lillehammer    | Supergigant | 1:22,15    | +1,59  | Diann Roffe        |
| 6.      | 19 lutego | 1994 | Lillehammer    | Zjazd       | 1:35,93    | +1,41  | Katja Seizinger    |
| 8.      | 11 lutego | 1998 | Nagano         | Supergigant | 1:18,02    | +0,49  | Picabo Street      |
| 4.      | 16 lutego | 1998 | Nagano         | Zjazd       | 1:29,89    | +0,59  | Katja Seizinger    |
| 15.     | 17 lutego | 2002 | Salt Lake City | Supergigant | 1:13,59    | +1,59  | Daniela Ceccarelli |
| 10.     | 12 lutego | 2002 | Salt Lake City | Zjazd       | 1:39,56    | +1,24  | Carole Montillet   |

### Mistrzostwa świata
| Miejsce | Dzień    | Rok  | Miejscowość       | Konkurencja | Czas biegu | Strata | Zwyciężczyni          |
| ------- | -------- | ---- | ----------------- | ----------- | ---------- | ------ | --------------------- |
| 16.     | 3 lutego | 1999 | Vail/Beaver Creek | Supergigant | 1:20,53    | +1,60  | Alexandra Meissnitzer |
| 6.      | 7 lutego | 1999 | Vail/Beaver Creek | Zjazd       | 1:48,20    | +0,77  | Renate Götschl        |
| 26.     | 3 lutego | 2003 | Sankt Moritz      | Supergigant | 1:27,48    | +2,63  | Michaela Dorfmeister  |
| 14.     | 9 lutego | 2003 | Sankt Moritz      | Zjazd       | 1:34,30    | +0,86  | Mélanie Turgeon       |

### Mistrzostwa świata juniorów
| Miejsce | Dzień   | Rok  | Miejscowość   | Konkurencja | Czas biegu | Strata | Zwyciężczyni    |
| ------- | ------- | ---- | ------------- | ----------- | ---------- | ------ | --------------- |
| 34.     | 4 marca | 1993 | Montecampione | Slalom      | 1:16,22    | +7,85  | Morena Gallizio |
| 16.     | 5 marca | 1993 | Montecampione | Supergigant | 1:39,23    | +2,58  | Isolde Kostner  |
| 31.     | 7 marca | 1993 | Montecampione | Gigant      | 2:06,03    | +6,89  | Karin Roten     |
| 15.     | 7 marca | 1993 | Montecampione | Kombinacja  | ?          | ?      | Morena Gallizio |
| 1.      | 9 marca | 1994 | Lake Placid   | Zjazd       | 1:27,50    | -      | -               |

### Puchar Świata

#### Miejsca w klasyfikacji generalnej
- sezon 1993/1994: 21.
- sezon 1996/1997: 93.
- sezon 1997/1998: 13.
- sezon 1998/1999: 49.
- sezon 1999/2000: 29.
- sezon 2000/2001: 57.
- sezon 2001/2002: 20.
- sezon 2002/2003: 73.
- sezon 2003/2004: 22.

#### Miejsca na podium w zawodach
1. Garmisch-Partenkirchen – 29 stycznia 1994 (zjazd) – 2. miejsce
2. Sierra Nevada – 2 lutego 1994 (zjazd) – 2. miejsce
3. Lake Louise – 5 grudnia 1997 (zjazd) – 2. miejsce
4. Altenmarkt – 18 stycznia 1998 (supergigant) – 3. miejsce
5. Cortina d’Ampezzo – 23 stycznia 1998 (supergigant) – 1. miejsce
6. Lenzerheide – 2 marca 2002 (zjazd) – 2. miejsce
7. Altenmarkt – 6 marca 2002 (zjazd) – 3. miejsce